# Rausch (Band)
Rausch war eine Rockband aus Köln, die 1987 als Mush and the Room gegründet wurde und sich 1988 – inspiriert von Timothy Leary – in Rausch umbenannte.
1989 erschien ihr Debütalbum Rausch,  und die Gruppe spielte als Vorgruppe von The B-52’s auf deren Europatournee. Die Band um Sänger Peter Sarach wurde auch mit dem 1991 juristisch untersagten und oft raubkopierten Motiv „Keine Macht den Doofen“ (einer Verballhornung des Motivs des Bundesgesundheitsministeriums „Keine Macht den Drogen“) und Aktionen für die Freigabe von Hanf bekannt.

## Diskografie
Alben
- 1989: Rausch
- 1990: Indi(A) Collection
- 1991: Glad
- 1992: Good Luck
- 1994: Massive
- 1996: On
- 2004: Flashback 2004-1989